# Samuel Umtiti
Samuel Umtiti (Yaoundé, 14 de novembro de 1993), é um futebolista camaronês naturalizado francês que atua como zagueiro. Atualmente está sem clube.

## Clubes

### Lyon
Antes de ingressar nas categorias inferiores do Lyon, Umtiti jogava na equipe amadora do Menival, de onde sairia em 2001. Em 2011, o então treinador dos Gones, Claude Puel, relacionava o jovem atleta em algumas partidas, mas não o colocava em campo.
A estreia do defensor como profissional deu-se em 8 de janeiro de 2012, contra o Lyon Duchère, pela Copa da França.
Em 30 de junho de 2016 encerrou sua passagem pelo Lyon após 170 jogos com 5 gols marcados.

### Barcelona
Em 30 de junho de 2016 o Lyon anunciou o acerto da transferência do jogador ao Barcelona por 25 milhões de euros, firmando contrato por cinco temporadas.
| “                                  | Estou muito feliz, já aprendendo catalão. Em meu país é um dia triste, gostaria de relembrar as vítimas do atentado. Quero tentar me adaptar o mais rapidamente possível à família do FC Barcelona. O Barça é o maior clube do mundo. Aproveitarei a oportunidade e quero agradecer aos torcedores que vieram me ver hoje. Visca el Barça! | ” |
| — Samuel Umtiti, ao ser anunciado. | |   |

Umtiti estreou como jogador do time culé no Troféu Joan Gamper contra a Sampdoria em 10 de agosto de 2016.
Na temporada 2016/17, ele jogou 43 partidas, enquanto em 2017/18 jogou outras 40. Depois sofreu com muitas lesões, que só lhe permitiram jogar 50 partidas em quatro anos, até seu empréstimo ao Lecce. 
Umtiti sofreu muitos problemas no joelho esquerdo, o que culminou na perda de espaço na equipe. Assim, ficou de fora dos planos da equipe comandada por Xavi Hernández e deixou o time após 133 partidas, dois gols e uma assistência, além de sete títulos.

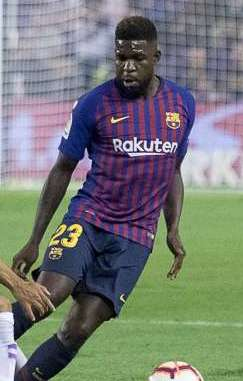
Umtiti no Barcelona em 2018

### Lecce
Samuel Umtiti deixou o Barcelona em 25 de agosto de 2022, foi emprestado ao Lecce até o fim da temporada 2022/23. De acordo com o jornal As, o Barcelona seguirá pagando parte do salário e sem opção de compra.Ele fez sua estreia pela Lecce em 9 de outubro, começando e jogando os 90 minutos completos em uma derrota por 2-1 para a Roma.
Em sua única época pela Lecce, Umtiti ainda não estava saudável e passou o início da temporada em recuperação, contudo no meio do primeiro turno, ele ganhou a posição. Umtiti tornou-se uma das referências da equipe e também recuperou prestígio entre os melhores zagueiros da Serie A.Umtiti deixou a Lecce oa fim da época, onde fez 24 partidas e desempenhou um papel fundamental na defesa durante toda a temporada, já que o Lecce foi capaz de garantir-se na Serie A.

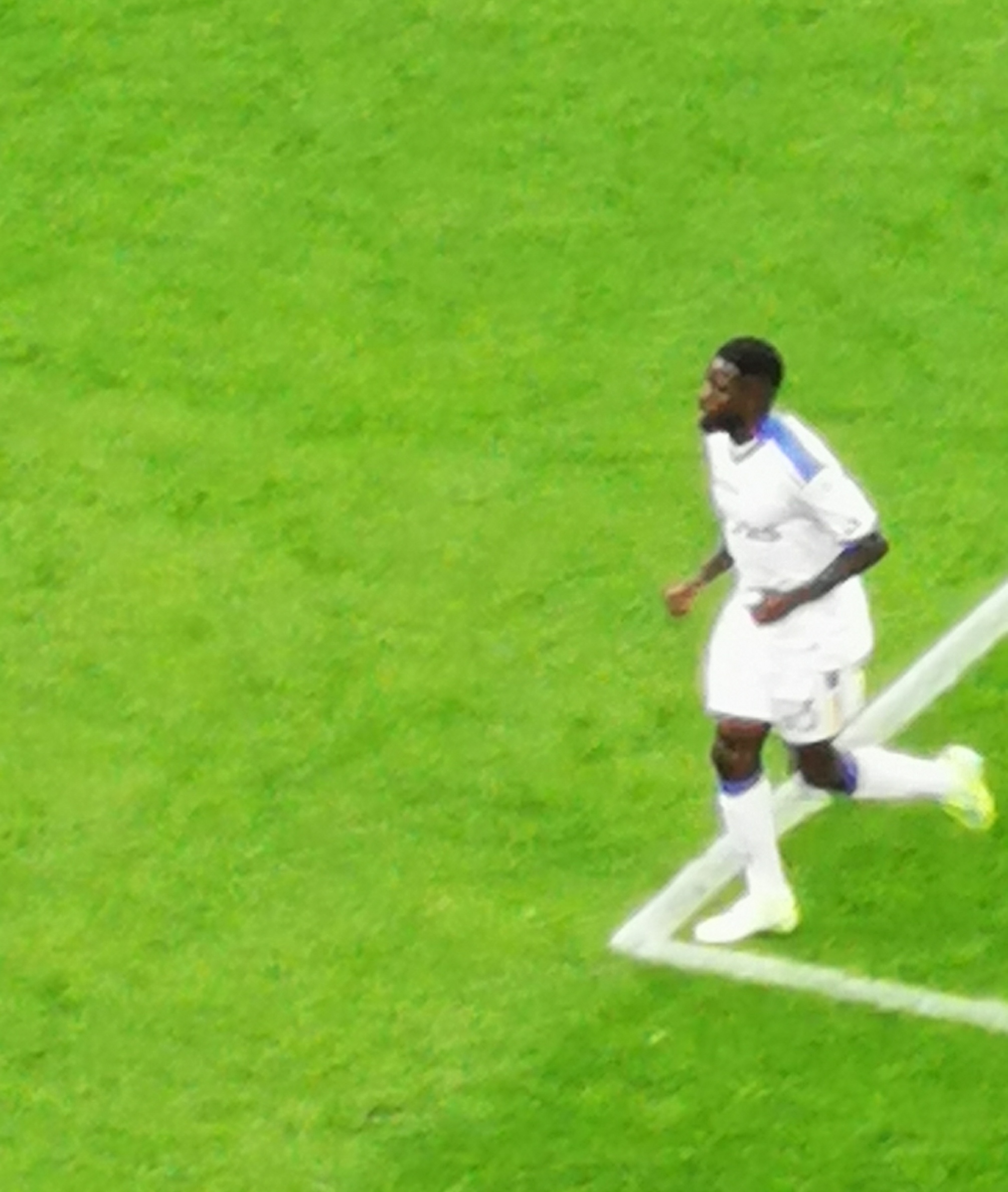
Umtiti jojado pela Lecce em 2023

### Lille
Em 22 de julho de 2023, Samuel Umtiti foi apresentado pelo Lille, ele assinou um contrato de dois anos com o clube da Ligue 1. No Lille, Umtiti usará a camisa 14. 

## Seleção Francesa
Umtiti defendeu as seleções inferiores da Seleção Francesa. Mesmo sem ter estreado pela seleção principal, foi chamado pelo treinador Didier Deschamps em 28 de maio de 2016 para substituir Jérémy Mathieu, que foi cortado por lesão, para integrar o elenco que disputou a Eurocopa de 2016. Veio a estrear nas quartas de final desta competição  contra a Islândia em 3 de julho de 2016.

### Copa do Mundo de 2018
Na Copa do Mundo de 2018 formou a defesa titular com Raphaël Varane. Na primeira partida contra a Austrália causou a penalidade que ocasionou o empate australiano - a bola cruzada na área tocou em seu braço isolitamente erguido. Porém os franceses venceriam a partida por 2–1. Na fase semifinal contra a Bélgica marcou de cabeça o único gol da partida após cobrança de escanteio, levando a França para a disputa da final.

## Títulos
Lyon
- Copa da França: 2011–12
- Supercopa da França: 2012

Barcelona
- Campeonato Espanhol: 2017–18, 2018–19
- Supercopa da Espanha: 2016, 2018
- Troféu Joan Gamper: 2016,  2018
- Copa do Rei: 2016–17, 2017–18, 2020–21
- International Champions Cup: 2017

Seleção Francesa
- Copa do Mundo FIFA: 2018

### Prêmios individuais
- Equipe do torneio do Campeonato Europeu Sub-19 de 2012[21]
- 77º melhor jogador do ano de 2016 (Marca)[22]
- Seleção das revelações da UEFA Champions League em 2016[23]
- Melhor jogador da partida da Copa do Mundo de 2018: França 1–0 Bélgica (Semifinais)
- Time da Temporada da ESM: 2017—18